# Nereida (mjesec)
Nereida (također Neptun II) je prirodni satelit planeta Neptun, iz grupe nepravilnih satelita, s oko 170±25 kilometara u promjeru i orbitalnim periodom od 360.1362 dana. 

## Otkriće
Nereidu je 1. svibnja 1949. uz pomoć teleskopa otkrio Gerard Kuiper iz opservatorija McDonald u Teksasu. Ime je dobila po Nereidama, morskim nimfama iz grčke mitologije koje su pratile boga Neptuna. Drugi je i posljednji Neptunov mjesec otkriven prije dolaska sonde Voyager 2.

## Orbita i rotacija
Oko Neptuna orbitira retrogradno na prosječnoj udaljenosti od 5 513 400 km iako je visoki ekscentricitet od 0,7507 nekad približi na 1 372 000 km odnosno udalji na 9 655 000 km.
Neobična orbita sugerira da se možda radi o zarobljenom asteroidu, objetku iz Kuiperovog pojasa ili da je u prošlosti bila jedan od unutarnjih mjeseca te je pomaknuta tijekom zahvata Neptunovog najvećeg mjeseca, Tritona.
Proučavanjem svjetlosne krivulje mjeseca, 1991. utvrđen je period rotacije od oko 13,6 sati. Mjerenje iz 2003. došlo je pak do perioda od 11,52 ± 0,14 sati. Ovo se međutim kasnije osporavalo. Drugi istraživači nisu bili uspješni u detekciji periodičnih modulacija u Nereidinoj svjetlosnoj krivulji.